# Edith Alice Müller
Edith Alice Müller (Madrid, 5 februari 1918 - Spanje, 24 juli 1995) was een Zwitsers wiskundige en astronoom gespecialiseerd in zonnefysica. Ze werd in 1972 aangesteld als hoogleraar aan de Universiteit van Genève en in 1976 volgde haar benoeming tot secretaris-generaal van de Internationale Astronomische Unie (IAU); Müller was de eerste vrouw die deze positie bekleedde.
Müller werd in Madrid geboren en volgde haar schoolopleiding op de Duitse School in Madrid. In Zwitserland studeerde ze wiskunde aan de ETH Zürich. In 1943 behaalde ze haar doctorsgraad in de wiskunde aan de Universiteit Zürich met een dissertatie getiteld "Gruppentheoretische und strukturanalytische Untersuchungen der maurischen Ornamente aus der Alhambra in Granada", waarin ze wiskundige groepentheorie en structuuranalyse toepaste op de Moorse versieringen van het Alhambra in Granada, Spanje. Dit was een baanbrekende publicatie in de studie van islamitische geometrische patronen in een tijd waarin de westerse historici algemeen veronderstelden dat de islamitische ontwerpkunst geen wetenschappelijke, maar een ambachtelijke basis had; haar onderzoek werd uiteindelijk in de jaren tachtig in de kunsthistorische vakliteratuur opgenomen.
Edith Müller was als onderzoeker verbonden aan astronomische observatoria in Zürich (1946–1951), de Universiteit van Michigan (1952–1954 en 1955–1962) en Basel (1954–1955). In 1963 werd ze universitair hoofddocent aan de Universiteit van Neuchâtel en in 1972 volgde haar aanstelling als hoogleraar aan de Universiteit van Genève. Haar wetenschappelijk werk was voornamelijk gericht op zonnefysica, met name de structuur en chemische samenstelling van de atmosfeer van de zon. Müller was de eerste vrouw die werd benoemd tot secretaris-generaal van de Internationale Astronomische Unie (IAU), een positie die ze van 1976 tot 1979 bekleedde.
In 1983 ging Edith Müller met emeritaat; ze overleed in 1995 aan een hartinfarct tijdens een vakantie in Spanje.
In 1997 werd de planetoïde (7265) Edithmüller naar haar vernoemd.
- Base de données des élites suisses: 78514
- Bibsys: 90320449
- Bibliothèque nationale de France: cb12282051t (data)
- Gemeinsame Normdatei: 131902598
- International Standard Name Identifier: 0000 0001 1380 5842
- Library of Congress Control Number: n97119691
- Mathematics Genealogy Project: 57918
- Nederlandse Thesaurus van Auteursnamen: 067621708
- Système universitaire de documentation: 180979787
- Virtual International Authority File: 166360699
- WorldCat: E39PBJmttQ9FQPJ4r4KFbV9CcP